# Daniek Hengeveld
Daniek Hengeveld (* 17. November 2002 in Nootdorp) ist eine niederländische Radrennfahrerin, die auf der Straße und der Bahn aktiv ist.

## Sportlicher Werdegang
Erste Erfolge erzielte Hengeveld auf der Bahn. 2018 und 2019 gewann sie bei den nationalen Meisterschaften der Junioren insgesamt sechs Medaillen, darunter die Titel im Keirin, in der Einerverfolgung und im Punktefahren. Bei den Junioren-Europameisterschaften 2019 wurde sie Europameisterin im Ausscheidungsfahren und mit Maike van der Duin Vizeeuropameisterin im Madison. 2020 fügte sie jeweils die Bronzemedaille im Ausscheidungsfahren und Punktefahren ihrem Palmarès hinzu. 2021 gewann sie bei den nationalen Meisterschaften die Titel in der Einerverfolgung und im Punktefahren in der Elite. Nachdem sie 2021 international ohne Medaille geblieben war, wurde sie 2022 U23-Vizeeuropameisterin im Punktefahren und im Omnium.
Auf der Straße fuhr Hengeveld nach dem Wechsel in die U23 2021 und 2022 zunächst für das niederländische UCI Women’s Continental Team GT Krush Tunap Pro Cycling. Mit dem Gewinn des Prologs zur Belgrade GP Women Tour erzielte sie 2021 den bisher einzigen Sieg ihrer Karriere auf der Straße. Zur Saison 2023 erhielt Hengeveld einen Vertrag beim UCI Women’s WorldTeam DSM. Ihre bisher besten Ergebnisse für ihr Team erzielte sie ebenso im Einzelzeitfahren mit einem siebten Etappenplatz bei der Baloise Ladies Tour 2023 und einem fünften bei der Tour de Normandie Féminin 2024.
Zur Saison 2025 wechselte Hengeveld zum deutschen Ceratizit-WNT Pro Cycling Team.

## Erfolge

### Bahn
2018
- Niederländische Junioren-Meisterin – Keirin

2019
- Junioren-Europameisterin – Ausscheidungsfahren
- Junioren-Europameisterschaften – Zweier-Mannschaftsfahren (mit Maike van der Duin)
- Niederländische Junioren-Meisterin – Einerverfolgung, Punktefahren

2020
- Junioren-Europameisterschaften – Ausscheidungsfahren, Punktefahren

2021
- Niederländische Meisterin – Einerverfolgung, Punktefahren

2022
- U23-Europameisterschaften – Punktefahren, Omnium

### Straße
2021
- eine Etappe Belgrade GP Women Tour

2025
- eine Etappe Tour Down Under